# Assif El Mal
L’Assif El Mal (arabe : واد أسيف المال ; berbère : Asif Lmal  ou ⴰⵙⵉⴼ ⵍⵎⴰⵍ), est un cours d'eau marocain, affluent de rive gauche de l'oued Tensift, dont le sous-bassin se situe dans les provinces d'Al Haouz et de Chichaoua, situées dans la région Marrakech-Safi. 

## Géographie
Il prend sa source dans le Haut Atlas et se jette dans le Tensift, à vingt-cinq kilomètres au nord-est de Chichaoua.
Son cours fait 115 km de longueur.

### Bassin versant
Son bassin versant est de 1 418 km2.

### Organisme gestionnaire
L'organisme gestionnaire est l'Agence du Bassin Hydraulique du Tensift